# تاتاکان
تاتاکان (به لاتین: Tatakan) یک منطقهٔ مسکونی در روسیه است که در استان آمور واقع شده‌است.